# フィフス・ウェイブ
『フィフス・ウェイブ』（原題: The 5th Wave）は、2016年に公開されたアメリカ合衆国のSFスリラー映画である。小説家リック・ヤンシーによる同名ヤングアダルト小説を基にしている。

## あらすじ
プロローグ
ある日、異星人の宇宙船が突然地球に現れる。《アザーズ》と呼ばれるようになったそれは、当初は行動を見せなかったが、現れてから10日後の第一波を皮切りに、段階的に波状攻撃を仕掛けてきた。
第一波の「電子パルス」によって電子回路を破壊して文明を崩壊させ、第二波の「地殻変動」によって多くの都市が水没し、第三波の「鳥インフルエンザの疫病」によって人類の大半が死んでしまった。
序盤
母を疫病で失った高校生のキャシーは、父親と弟のサムとともに難民キャンプに避難してから間もなく、軍用車両とバスの部隊を率いてヴォーシュ大佐が現れる。空軍基地に避難させるという彼の言葉に従い、子供はバスに乗って先に移動し、大人はバスが戻るまで待機することになるが、キャシーはサムの忘れ物を取りに戻ったことで置き去りにされてしまう。
その頃、ヴォーシュ大佐は残った大人達を集めると、第四波が既に始まっており、それは人間に寄生した『アザーズ』による攻撃であることを説明していた。不穏な雰囲気を察知したキャシーが身を隠していると、騒然とする大人達の一部が銃を取り出したことで銃撃戦が始まる。銃声が止み部隊が去った後、父を含む大人達の死を確認したキャシーは悲しみに暮れながら難民キャンプを後にした。
中盤
子供達を乗せたバスが空軍基地に到着すると、すぐに寄生の検査が行われる。その中には、キャシーと同じ高校に通うベンの姿もあった。ベンはうなじに探知機を埋め込まれると、人間に寄生した《アザーズ》を除去する方法はなく、宿主である人間ごと殺すしかないと説明される。《アザーズ》によって家族を失ったベンは促されるまま、特殊なゴーグルで寄生が確認できる少年を殺してしまう。基地では子供達を兵士にする訓練が始まっていく。
サムと合流するため空軍基地を目指すキャシーだが、道中で右太ももを狙撃されて負傷したことで気を失ってしまう。それから数日後に目が覚めた時には、見知らぬ民家で治療を受けていた。キャシーは自分を助けた男エヴァンから、《アザーズ》の存在と情報を知らされる。
サムの無事を確認するために一刻も早く基地へ行こうとして、制止を振り切るキャシーにエヴァンは観念し、彼女を無事に送り届けることを決める。基地へ向かう道中、キャシーはエヴァンに心を許すようになっていく。
終盤
その頃、空軍基地では各地で始まった第五波、《アザーズ》の総攻撃に対する反撃が開始されていた。サムが所属するベンの班も出撃することになるが、ベンは幼いサムを騙し基地に置いて行く。
子供達とゴーグルで寄生を確認した人間との銃撃戦が始まる。その後、ベンの班の少女リンガーが探知機を取り出して逃げ出そうとする。その瞬間、ゴーグルはリンガーを寄生されていると認識したことから、ベンも自らの探知機を取り外したところ同様に寄生者と表示される。
ベンは《アザーズ》の寄生や総攻撃がヴォーシュ大佐らの嘘であり、自分達が人類絶滅の手先にされていることに気付くと、子供を騙して人間を襲わせることこそが『第五波』なのだと、混乱する仲間達を必死に説得する。続いてベンは基地に置いてきたサムを救出するため、わざと負傷して単身で空軍基地に戻っていく。
夜の森の中、キャシーは放置された車で休んでいたが、目を覚ますとエヴァンが何者かと戦っている。相手を殺したエヴァンにキャシーが違和感を覚えて問い詰めると、彼は何年も前に《アザーズ》が作った潜伏スパイで、宇宙船の到来で任務を思い出し活動していたが、キャシーに心惹かれたことで人間らしさを取り戻したという。エヴァンを信用できなくなったキャシーは彼に銃を突きつけ、1人で基地へと向かってしまう。
ラスト
空軍基地に潜入したキャシーが奪った軍服で変装し行動を開始すると、基地内で次々と爆発が起き始める。混乱の中、不審な生還をしたことで始末されかけていたベンと再会し、彼の案内でサムのもとへと向かうキャシーの前に、森で別れたはずのエヴァンが現れる。彼は基地の爆破が自分の仕業であり、子供達の乗る輸送機が離陸したら完全に基地を爆破すると告げ去っていった。
キャシーはベンと共にサムを救出し、爆発する基地から脱出する。基地は跡形もなくなったが、ヴォーシュ大佐ら軍の人間も脱出に成功し、エヴァンの安否は不明だった。キャシー達が仲間たちと合流して「希望」を見出したところで、物語は終わりを告げる。

## 波状攻撃
突如として現れた異星人“アザーズ”による人類への攻撃。
第一波 暗黒
電子パルスであらゆる電子回路を破壊。これにより電子部品が必要な物は全て使い物にならなくなり、水道も停止してしまう。
第二波 破壊
地殻変動による地震と、それに伴う津波。海辺の都市と島は全て水没し、湖に近い都市なども水害を受けた。
第三波 感染
鳥インフルエンザの毒性を強め、世界中に感染を広げる。免疫を持つ人間や、発症後に回復した例も存在するが、治療は困難で人類の99％が死に至った。
第四波 侵略
“アザーズ”が人間に寄生し、身も心も完全に支配する。
第五波
“アザーズ”に支配された人間による総攻撃。

## 登場人物・キャスト
※括弧内は日本語吹替
キャシー・サリヴァン
演 - クロエ・グレース・モレッツ（沢城みゆき）
主人公の少女。ごく普通の高校生だったが、空軍基地に連れていかれた弟サムと合流するため、父に渡された拳銃を手に奮闘する。
ベン・パリッシュ / ゾンビ
演 - ニック・ロビンソン（木村良平）
キャシーと同じ高校に通う少年。妹は第二波の地震で、両親は第三波の疫病でそれぞれ亡くなった。自身も疫病に感染したが、無事に回復したことから「ゾンビ」と呼ばれる。基地で訓練を受けた後は1つの班を指揮するリーダーになった。
エヴァン・ウォーカー
演 - アレックス・ロー（小松史法）
負傷したキャシーを助けた男。大学では機械工学を専攻していた。「人助けをすれば自分が人間であると思い出せる」と語り、キャシーのことを気に掛ける。
サム・サリヴァン
演 - ザカリー・アーサー（平井祥恵）
キャシーの弟。熊のぬいぐるみを忘れたことが切っ掛けとなり、キャシーと離れて1人で基地へと連れていかれる。基地では「ナゲット」の名で呼ばれ、ベンの班に所属する。
オリヴァー・サリヴァン
演 - ロン・リビングストン（高瀬右光）
キャシーの父親。難民キャンプに到着した日の夜、護身用としてキャシーにコルト45を隠し持たせ、安全な場所はどこにもないと告げる。
リサ・サリヴァン
演 - マギー・シフ（槇原千夏）
キャシーの母親。医療関係者であり、疫病感染者の隔離施設で対応にあたっていたが、自らも感染し亡くなってしまう。
ヴォーシュ大佐
演 - リーヴ・シュレイバー（東地宏樹）
難民キャンプに部隊を率いて現れた男性軍人。基地に連れていった子供達を第五波に備えて兵士として訓練する。
レズニック軍曹
演 - マリア・ベロ（仲村かおり）
女性軍人。寄生の検査や説明の他、訓練教官や連絡の伝達を行うなど、子供達と接する役割を負う。
リンガー
演 - マイカ・モンロー（村中知）
ベンの班に途中からやってきた女性。自分達の状況を「徴兵された」と認識するなど、軍に対して懐疑的な言動を見せる。
ダンボ
演 - トニー・レヴォロリ
ベンの班に所属する少年。
ティーカップ
演 - タリタ・ベイトマン（永野愛理）
ベンの班に所属する少女。

## 製作

### 企画
2012年3月、コロンビア ピクチャーズはプロデューサーのグレアム・キングとトビー・マグワイアと共に、映画の原作となるリック・ヤンシーの小説の映画化権を獲得した。2014年4月15日、スザンナ・グラントが執筆した脚本を基にJ・ブレイクソンが映画の監督を務め、クロエ・グレース・モレッツが主人公キャシー・サリヴァンの役を演じることが公式に発表された。後にニック・ロビンソン、アレックス・ロー、リーヴ・シュレイバーがキャストに加わり、同年8月11日にはマイカ・モンローが新たに追加キャストとして加わった。翌月にはザッカリー・アーサー、トニー・レヴォロリ、ロン・リビングストン、マギー・シフ、タリサ・ベイトマンがキャストに加わった。

### 撮影
本映画の主要撮影は2014年10月18日にジョージア州アトランタで開始された。2015年1月11日、同州のメイコン市で、撮影終了後に損害を全て補償することを製作会社が約束したうえで、映画の舞台となる通り一帯を作品に合わせた景観にするべく建物の損壊やバスの爆発などが行われた。本映画の撮影は1月17日をもって終了した。

### 音楽
2015年4月、本映画の音楽をヘンリー・ジャックマンが手掛けることが明らかになった。

## 公開
コロンビア映画は当初アメリカでの公開日を2016年1月29日に予定していたが、2015年4月30日に当初の予定を前倒して2016年1月15日に変更。最終的には2016年1月22日に公開が決定された。